# Carl Bouckaert
Carl Bouckaert (Waregem, 19 de abril de 1954) es un jinete belga que compitió en la modalidad de concurso completo.
Ganó dos medallas de bronce en el Campeonato Europeo de Concurso Completo, en los años 1999 y 2003.

## Palmarés internacional
| Campeonato Europeo | Campeonato Europeo    | Campeonato Europeo | Campeonato Europeo |
| Año                | Lugar                 | Medalla            | Categoría          |
| ------------------ | --------------------- | ------------------ | ------------------ |
| 1999               | Luhmühlen (Alemania)  | Medalla de bronce  | Por equipos        |
| 2003               | Punchestown (Irlanda) | Medalla de bronce  | Por equipos        |